# The Sins of Rachel Cade
The Sins of Rachel Cade es una película de 1961 dirigida por Gordon Douglas y protagonizada por Angie Dickinson, Peter Finch y Roger Moore.

## Sinopsis
Durante la Segunda Guerra Mundial, Rachel va al pueblo de Dibela en Congo. Al principio el coronel Derode se encuentra escéptico por su trabajo, pero finalmente se siente atraído por Rachel. Uno de sus pacientes es Paul Wilton, un doctor americano. Ella hace el amor con Paul la noche anterior a su marcha, y queda embarazada.

## Elenco
- Angie Dickinson como Rachel Cade.
- Peter Finch como Coronel Henry Derode.
- Roger Moore como Paul Wilton.
- Errol John como Kulu.
- Woody Strode como Muwango.
- Juano Hernández como Kalanumu.
- Frederick O'Neal como Buderga.
- Mary Wickes como Marie Grieux.
- Scatman Crothers como Musinga.
- Rafer Johnson como Kosongo.
- Charles Wood como Mzimba.
- Douglas Spencer como Doctor Bikel.